# Built to Destroy
Built to Destroy — четвёртый студийный альбом Michael Schenker Group, выпущенный 2 сентября 1983 года лейблом Chrysalis Records. Он был записан в 1983 году в «Ridge Farm Studios Dorking» в Распере, Англия, «Townhouse Studios» в Лондоне и был спродюсирован Луисом Остином и MSG.

## Об альбоме
В августе 1982 года накануне выступления группы на рок-фестивале в Рединге вокалист Грэм Боннэт был уволен из MSG после скандального концерта в Шеффилдском политехническом институте.
Крис Глен и Тед Маккенна срочно приехали в дом певца Гэри Бардена в Хэмпстеде, чтобы убедить его вернуться в группу. Несмотря на то, что Барден сформировал свою собственную команду Statetrooper, он согласился выступить с MSG в Рединге всего после шести часов репетиций.
Никто не ожидал увидеть Бардена снова, но фестиваль имел такой огромный успех, что певца снова пригласили на постоянную основу. Воссоединившись с Барденом, Michael Schenker Group гастролировала по Великобритании и Японии, прежде чем записать Built To Destroy с прицелом на американский рынок. Один трек, «Red Sky», был совместной композицией с басистом группы Baron Rojo Хосе Луисом Кампусано. Хотя материал был сильным, полученные миксы были оценены настолько ужасно, что музыкальный продюсер Джек Дуглас полностью перемикшировал их для американского релиза. В августе 1983 года бывший участник группы Теда Ньюджента Дерек Сент-Холмс был нанят для концертной работы на гитаре и вокале.
В американской версии диска Built to Destroy клавишным была отведена более важная роль, чем когда-либо прежде, поскольку клавишник Энди Най был вовлечен в написание песен. Тем не менее, сам Майкл Шенкер рассказал, что в целом по звуку ему больше нравится американский микс альбома Built To Destroy.
По мнению журнала Guitar Player релиз Michael Schenker Group Built to Destroy, демонстрирует мелодическую сторону гитариста. «Многослойные гитарные треки создают симфонический эффект в инструментальной „Captain Nemo“. „Rock Will Never Die“ подчеркивает талант Майкла к драматизму, развиваясь от баллады с тихим перебором струн в кричащую сольную кульминацию». Обозреватель портала MusicRadar Саймон Брэдли считает, что композиция «Captain Nemo» — это ещё один крепкий инструментальный трек, который показывает одну непревзойденную грань техники Майкла Шенкера за другой, и стоит потратить своё время, чтобы разобраться в них.

## Релиз и критика
Альбом продавался хуже предшественников и поднялся только до 23-й позиции в UK Albums Chart, в котором провёл 5 недель. Он был встречен множеством критических насмешек, отчасти справедливых, скорее из-за сдвига в более коммерческом направлении, чем из-за чего-либо ещё.
Так, например, поступил и тогдашний критик журнала Sounds Гарри Бушелл, написавший разгромный однозвездочный обзор, в котором раскритиковал «вокал Бардена ниже уровня Bad News» и закончил так: «[Это] даже не достигает тех средних высот, которых MSG достигала раньше», — что привело Гэри Бардена к визиту в офис журнала, чтобы поквитаться с журналистом. По его словам, только присутствие сотрудников службы безопасности предотвратило перерастание ситуации в драку. Теперь Барден признает, что альбом «отстой». Шенкер считает, что рецензия Бушелла, несмотря на всю её злобность, была скрытым благословением. «Если уж на то пошло, эта рецензия была удобной. Пришло время начать новую главу».
Похожего мнения придерживается Дэйв Диксон из журнала Kerrang!, полагающий, что этому альбому не хватает цельности и мелодичной структуры, которыми обладал второй альбом MSG. «Built to Destroy может похвастаться одним номером выше среднего, „Walk The Stage“, и только треки „I’m Gonna Make You Mine“ и „Still Love That Little Devil“ надолго остаются в памяти. Остальные песни просто недостаточно хороши, а идеи и инновации, похоже, хронически не хватает в лагере MSG. Есть случайные клавишные всплески от Энди Ная, которые добавляют интереса, но не значительно. Голос Гэри Бардена редко достигает высот, которых он достиг на первых двух альбомах», — пишет журналист.
Однако со временем критики стали относиться к альбому более благосклонно. Так Гордон Спирс из Hard RoxX Magazine в аннотации к альбому пишет: «„Rock My Nights Away“ открывает альбом приятным бодрым галопом, с прекрасными соло Шенкера, уместно дополняющими попсовые клавишные ритмы. Более традиционный путь следует с „I’m Gonna Make You Mine“ и „Dogs Of War“, которые являются аккуратными и хорошо выверенными мелодичными рокерами, где гитара Шенкера обеспечивает должное количество необходимой грубости, в то время как авантюрная инструментальная „Captain Nemo“ демонстрирует таланты Шенкера с помощью потока точных ритмов и сверкающих сольных работ. На второй стороне альбома есть мускулистый рок „Still Love That Little Devil“, эпическая рифферама „Red Sky“ и славная баллада „Walk The Stage“, где от вклада Шенкера просто захватывает дух!».

## Концертный тур и распад группы
Продвижение альбома включало туры по Великобритании и Европе, в том числе на разогреве у Iron Maiden. Их путешествие в этот период достигло кульминации на финальном концерте на фестивале в Дортмунде в декабре 1983 года. Во время гастролей по Великобритании были записаны концерты в зале Hammersmith Odeon в Лондоне 22 и 23 октября 1983 года, изданные в альбоме Rock Will Never Die летом 1984 года.
Неожиданно Сент-Холмс собрал свои вещи и ушёл посреди европейского тура. Тем временем Michael Schenker Group нашли ему замену в лице бывшего участника Argent Джона Верити. Однако пребывание Верити было недолгим, и он дал только один концерт в Мидлсборо с командой. Группа пригласила бывшего вокалиста Beckett и Back Street Crawler Терри Слессера выступить в качестве бэк-певца во время своих европейских и японских гастролей. В январе 1984 года Michael Schenker Group провели очередной тур по Японии (Саппоро, Осака, Нагоя, Токио и Сидзуока).
В апреле 1984 года, когда MSG выступали на разогреве у Оззи Осборна в туре по США, Бардена уволили во второй раз. Шенкер категорически заявляет: «Гэри пошел на спад, и постоянно пил». Барден признаёт этот факт. «Это нарастало уже некоторое время», — говорит певец. В июне 1984 года новый вокалист Рэй Кеннеди заменил уволенного Бардена. В новом составе группа приняла участие в фестивале Super Rock '84 in Japan, который прошёл в августе с участием Scorpions, Whitesnake, Anvil и Bon Jovi.
Несмотря на интенсивные гастроли у Michael Schenker Group накопился огромный долг. После этих событий Майкл Шенкер принял решение распустить группу.

## Список композиций

### (UK and Japan LP)
| №  | Название                  | Автор(ы)                                | Длительность |
| -- | ------------------------- | --------------------------------------- | ------------ |
| 1. | «Rock My Nights Away»     | Энди Най, Гэри Барден                   | 4:09         |
| 2. | «I'm Gonna Make You Mine» | Най, Барден, Майкл Шенкер, Тед Маккенна | 4:18         |
| 3. | «The Dogs of War»         | Шенкер, Барден                          | 4:23         |
| 4. | «Systems Failing»         | Шенкер, Барден                          | 4:25         |
| 5. | «Captain Nemo»            | Шенкер                                  | 3:22         |

| №                   | Название                       | Автор(ы)                                                 | Длительность |
| ------------------- | ------------------------------ | -------------------------------------------------------- | ------------ |
| 6.                  | «Still Love That Little Devil» | Шенкер, Барден                                           | 3:24         |
| 7.                  | «Red Sky»                      | Шенкер, Барден, Крис Глен, Маккенна, Хосе Луис Кампусано | 5:15         |
| 8.                  | «Time Waits (For No One)»      | Най, Барден                                              | 3:58         |
| 9.                  | «Walk the Stage»               | Шенкер, Барден                                           | 5:55         |
| Общая длительность: | Общая длительность:            | Общая длительность:                                      | 41:54        |

### (US Remix LP)
| №  | Название                               | Автор(ы)                      | Длительность |
| -- | -------------------------------------- | ----------------------------- | ------------ |
| 1. | «I'm Gonna Make You Mine»              | Най, Барден, Шенкер, Маккенна | 4:33         |
| 2. | «Time Waits (For No One)»              | Най, Барден                   | 4:06         |
| 3. | «Systems Failing»                      | Шенкер, Барден                | 4:16         |
| 4. | «Rock Will Never Die (Walk the Stage)» | Шенкер, Барден                | 5:40         |

| №                   | Название                       | Автор(ы)                                            | Длительность |
| ------------------- | ------------------------------ | --------------------------------------------------- | ------------ |
| 5.                  | «Red Sky»                      | Шенкер, Барден, Глен, Маккенна, Хосе Луис Кампусано | 5:06         |
| 6.                  | «Rock My Nights Away»          | Най, Барден                                         | 4:37         |
| 7.                  | «Captain Nemo»                 | Шенкер                                              | 3:22         |
| 8.                  | «The Dogs of War»              | Шенкер, Барден                                      | 4:52         |
| 9.                  | «Still Love That Little Devil» | Шенкер, Барден                                      | 3:41         |
| Общая длительность: | Общая длительность:            | Общая длительность:                                 | 40:18        |

## Участники записи
- Майкл Шенкер — гитары
- Гэри Барден — вокал
- Крис Глен — бас
- Тед Маккенна — ударные
- Энди Най — клавишные
- Дерек Сент-Холмс — вокал в американском ремиксе «Still Love That Little Devil»; Гэри Барден поет куплеты и припев в британском миксе.